# Billerhuder Insel
Billerhuder Insel (isla de Billerhud) es una isla fluvial artificial de Hamburgo-Rothenburgsort, ubicada entre un meandro del río Bille y el Canal Bullenhuser del mismo río, en sí una afluente del río Elba.

## Características
La isla, un triángulo de 38 hectáreas, se formó en 1907 como consecuencia de la construcción del Canal Bullenhuser, extendiéndose unos 1000 metros a lo largo de dicho canal y contando con 520 metros en su franja más ancha. Está formada de sedimentos aluviales, que fueron succionados del fondo del río por medio de dragas. Aunque el plan de desarrollo de 1957 estableció que una gran parte de la isla estuviera designada a la industria, actualmente la isla de Billerhuder está cubierta en su práctica totalidad de parcelas que incluyen pequeños jardines, conformando la entidad Gartenkolonie Billerhude (colonia de jardines Billerhude).

## Conexiones
Viniendo desde el sur, la carretera Ausschläger Billdeich, con conexión a Hamm, cruza la isla hasta Brauner Brücke. La isla es accesible por medio de transporte público, con la línea 130 de la HVV teniendo una única parada en la isla (en la mencionada carretera). Una red de pequeños caminos pavimentados de sentido único, los más largos sirviendo de calles, se extiende a lo largo y ancho de la isla.